# 대만 주음부호

대만어 방음부호 범례

대만 방음부호(臺灣方音符號, 대만민남어백화자 / 한라병음: Hong-im Hû-hō, 객가어 백화자 / 통병: Fông-yîm Fù-ho)는 대만민남어와 객가어를 표기하는 데 사용되는 표음문자이다. 중화민국 교육부에서 지정한 공식이름은 방음부호계통(注音符號系統)이지만, 대만주음부호(臺灣注音符號)라는 이름이 보편적으로 사용된다. 주음부호를 기반으로 표준중국어에는 없는 음절을 더하여, 1946년에 대만성국어추행위원회의 주도로 설계되었다.

## 부호표
중화민국교육부에서 발표한 대만민남어적기용주음부호 49부호 중, 26부호는 표준중국어주음부호에서 비롯되었고 나머지 23부호만 새로 창제되었다.
| 성모 (21) | 성모 (21) | 성모 (21) | 성모 (21) | 성모 (21) | 성모 (21) | 성모 (21) | 성모 (21) | 성모 (21) | 성모 (21) | 성모 (21) | 성모 (21) | 성모 (21) | 성모 (21) | 성모 (21) | 성모 (21) | 성모 (21) | 성모 (21) | 성모 (21) | 성모 (21) | 성모 (21) | 성모 (21) | 성모 (21) | 성모 (21) |
| --------- | --------- | --------- | --------- | --------- | --------- | --------- | --------- | --------- | --------- | --------- | --------- | --------- | --------- | --------- | --------- | --------- | --------- | --------- | --------- | --------- | --------- | --------- | --------- |
| ㄅ        | ㆠ        | ㄆ        | ㄇ        | ㄉ        | ㄊ        | ㄋ        | ㄌ        | ㄍ        | ㆣ        | ㄎ        | ㄫ        | ㄏ        | ㄐ        | ㆢ        | ㄑ        | ㄒ        | ㄗ        | ㆡ        | ㄘ        | ㄙ        |           |           |           |
| [p]       | [b]       | [pʰ]      | [m]       | [t]       | [tʰ]      | [n]       | [l]       | [k]       | [ɡ]       | [kʰ]      | [ŋ]       | [h]       | [t͡ɕ]      | [d͡ʑ]      | [t͡ɕʰ]     | [ɕ]       | [t͡s]      | [d͡z]      | [t͡sʰ]     | [s]       |           |           |           |
| 운모 (24) |           |           |           |           |           |           |           |           |           |           |           |           |           |           |           |           |           |           |           |           |           |           |           |
| ㄚ        | ㆩ        | ㆦ        | ㆧ        | ㄜ        | ㆤ        | ㆥ        | ㄞ        | ㆮ        | ㄠ        | ㆯ        | ㆰ        | ㆱ        | ㆬ        | ㄢ        | ㄣ        | ㄤ        | ㆲ        | ㄥ        | ㆭ        | ㄧ        | ㆪ        | ㄨ        | ㆫ        |
| [a]       | [ã]       | [ɔ]       | [ɔ̃]       | [ə]       | [e]       | [ẽ]       | [ai]      | [ãĩ]      | [au]      | [ãũ]      | [am]      | [ɔm]      | [m̩]       | [an]      | [ən]      | [aŋ]      | [ɔŋ]      | [əŋ]      | [ŋ̍]       | [i]       | [ĩ]       | [u]       | [ũ]       |

- 푸른색은 표준중국어에서 쓰여지지 않는 부호를, 붉은색은 표준중국어와 용도가 다른 부호를 가리킨다.
- 대만어에는 4가지의 입성운미가 있는데, 작게 쓴 ㄅ [p̚ ]、ㄉ [t̚ ]、ㄍ [k̚ ]、ㄏ [ʔ]로 표기한다.
- ㄬ[ɲ]、ㄛ [o]、ㄝ [ɛ]、ㆨ [ɨ] 따위의 부호는 대만어의 방언에서만 쓰여진다.
- ㄫ[ŋ]、ㄬ[ɲ]는 과거에 노국음 표기에 사용했던 부호를 재활용한 것이다.
- ㄣ, ㄥ은 표준중국어와 달리, 복운모에서만 쓰인다. ㄣ은 복운모 ㄧㄣ, ㄨㄣ에 사용되며 ㄥ은 복운모 ㄧㄥ에만 쓰인다.

## 성조부호
| 성조 번호 | 1         | 2(6)        | 3          | 4              | 5          | 7          | 8               |
| 성조 명칭 | 陰平      | 上聲        | 陰去       | 陰入           | 陽平       | 陽去       | 陽入            |
| 성조 명칭 | im-pîng   | siōng-siann | im-khì     | im-ji̍p         | iông-pîng  | iông-khì   | iông-ji̍p        |
| 성조부호  | 무기호    | ˋ           | ˪          | ㄅ, ㄉ, ㄍ, ㄏ | ˊ          | ˫          | ㄅ̇, ㄉ̇, ㄍ̇, ㄏ̇, |
| 고저 변화 | ˥˥        | ˥˩          | ˧˩         | ˧ʔ             | ˨˦         | ˧˧         | ˥ʔ              |
| 고저 변화 | 55        | 51          | 31         | 3ʔ             | 24         | 33         | 5ʔ              |
| 예시      | ㄉㆲ (東) | ㄉㆲˋ (黨)  | ㄉㆲ˪ (棟) | ㄉㆦㄍ (督)    | ㄉㆲˊ (同) | ㄉㆲ˫ (洞) | ㄉㆦㄍ̇ (毒)     |

- 2성과 5성을 나타내는 부호는 각각 표준중국어의 4성, 2성을 나타내는 부호를 활용하였다.

## 컴퓨터에서의 취급

### 유니코드
Unicode 1.0버전부터 U+3105-U+312C 평면 상의 「Bopomofo」 구역에, ㄪ, ㄫ, ㄬ를 포함한 40개의 주음부호 수록되었다. Unicode 3.0버전에는 U+31A0-U+31B7 평면의 「Bopomofo Extended」 구역에 대만어 표기에 필요한 확장 주음부호가 추가되었다.

### 문자 처리
주음부호의 글리프를 포함하는 글꼴과 입력 도구는 이미 다수 존재한다.
- 文泉驛正黑體
- GNU Unifont
- freedesktop.org의 CJKUnifonts 字型
- 微软雅黑
- 微軟正黑體
- 微軟GB18030 Support Package （簡體中文版）
- 臺灣詔安客語教學資源中心 台灣楷體字型
- 從宜台語注音符號輸入字型、工具及顯示程式(2006版) 보관됨 2021-04-21 - 웨이백 머신

## 같이 보기
- 병음
- 주음부호
- 대만어